# Eupithecia bullata
Eupithecia bullata es una especie de polilla de la familia Geometridae. La especie fue descrita por primera vez por William Warren habiendo sido descrita en 1895, con distribución en São Paulo, Brasil. Se ha descrito igualmente en la reserva biológica San Francisco de Ecuador, donde su planta huésped incluyen arbustos, especialmente B. latifolia, A. dendroides y E. polymnioides. Es una polilla color blanco grisáceo, con una envergadura de unos 24 milímetros (0,9 plg).